# Шовкопляс, Иван Гаврилович
Иван Гаврилович Шовкопля́с (укр. Іван Гаврилович Шовкопляс; 8 апреля 1921, с. Лазорки, Оржицкий район, Полтавская область — 13 июня 1997, Киев, Украина) — советский и украинский учёный, археолог, ведущий специалист в области верхнего палеолита Украины, историк, библиограф, доктор исторических наук (1965), профессор (1971), заслуженный деятель науки и техники Украины (1995).
Выдающийся исследователь. На севере Украины им раскопаны на большой площади широко известные позднепалеолитические стоянки: Мизин, Добраничевка, Клюсы, Радомышль. В Киеве на берегу реки Почайна вместе с женой, учёным-археологом Анной Михайловной Шовкопляс, открыл большое уникальное поселение, существовавшее со II века до н. по VI—VII век н. э.
Известен активной гражданской позицией по защите археологического наследия Украины. Прекратил «традицию» вывоза скифского золота и других особо ценных артефактов из Украины в Россию для хранения в Эрмитаже. Отстоял право украинских учёных изучать древнейшее прошлое на украинских землях во время новостроя XX века.
Основатель Археологического музея АН УССР (с 1969 года существует как археологический отдел Центрального научно-природоведческого музея АН УССР) и уникального и единственного в Украине музея на месте раскопок стоянки охотников на мамонтов под Яготином — «Доброничинская стоянка» с экспонированием её остатков.
Автор первого украинского учебника по археологии «Основы археологии» (1964 и 1972), на котором училось не одно поколение археологов Украины.
Как педагог он преподавал археологию в Киевском педагогическом институте и в Киевском государственном университете им. Т. Шевченко.
Преследовался властями за проукраинскую позицию. В 1973 году по надуманному обвинению был отстранён от работы в Институте археологии НАН Украины, уволен с должности директора Археологического музея и, соответственно, ограничен в проведении полевых исследований.
После этого работал в Центральной научной библиотеке НАНУ, где подготовил несколько фундаментальных изданий, посвященных библиографии археологии Украины, которые фактически положили начало этой области науки в стране.

## Биография
Родился 8 апреля 1921 года в селе Лазорки Оржицкого района Полтавской области. У него было клеймо «сына врага народа» — отец не вернулся из ГУЛАГовских лагерей.
В 1938 году поступил на исторический факультет Киевского Государственного университета имени Тараса Григорьевича Шевченко. Во время Великой Отечественной войны в Махачкале с отличием окончил исторический факультет Дагестанского государственного педагогического института (1942), после чего с 1942 по 1944 годы работал учителем географии и истории школы № 21 города Новокузнецка Кемеровской области.
В 1945 году с отличием окончил исторический факультет Киевского государственного университета им. Шевченко. Затем учился в аспирантуре Института археологии АН Украины, научный руководитель — академик Пётр Ефименко, директор Института археологии АН УССР.
С 1945 по 1949 годы работал в Государственном историческом музее УССР (Киев).
Академик Пётр Ефименко предложил молодому исследователю, сразу после защиты им в 1949 году кандидатской диссертации, обязанности учёного секретаря Института (1949—1950), а вскоре и должность заместителя директора Института по научной работе, которую Шовкопляс занимал с 1950 по 1960 годы.
В 1949 году в Ленинграде защитил кандидатскую диссертацию на тему «Супоневская палеолитическая стоянка».
Докторскую диссертацию по теме: «Мезинская парковка. К истории Среднеднепровского бассейна в позднепалеолитическую эпоху» защитил в 1964 году.
Начал и возглавлял отдел Института — Археологический музей (1967—1973, который с 1969 года существует как археологический отдел Центрального научно-естественного музея АН УССР).
Иван Гаврилович Шовкопляс — ведущий специалист в области верхнего палеолита Украины, бесценное наследие которого является краеугольным камнем современного украинского палеолитоведения. Как талантливый человек он проявил себя во многих областях, как выдающийся организатор науки, идеолог и практик палеолитоведения.

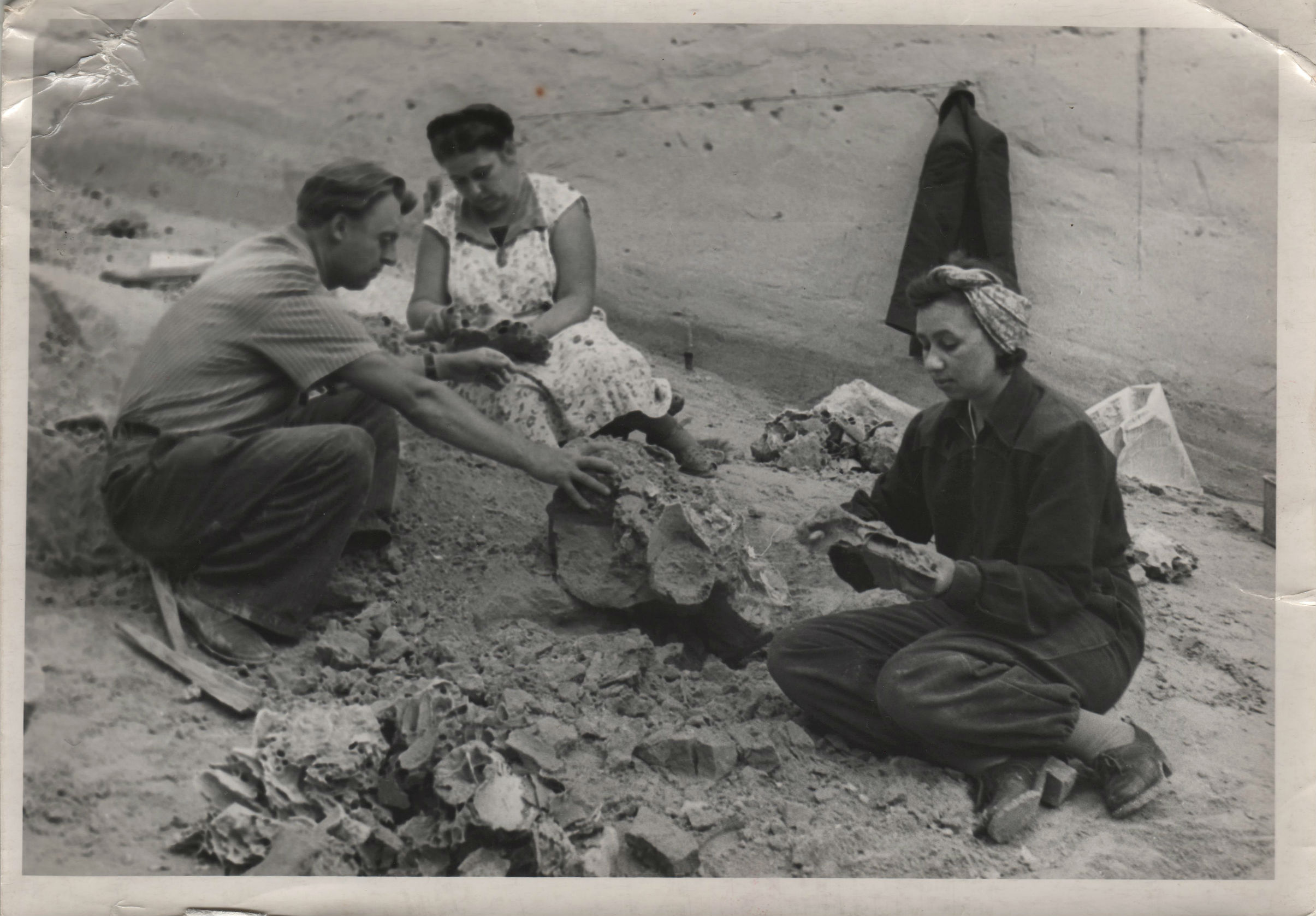
Археологи Шовкопляс. Добраничевская стоянка

Являлся руководителем археологических исследований возле села Лука-Врублевецкая Хмельницкой области и вблизи с. Нагорян Черновицкой области (Среднеднестровская экспедиция Института археологии АН УССР 1949—1951 годы), остатков стоянки в с. Добраничевка Яготинского района Киевской области (1953—1970 годы), Мизинской стоянки на Черниговщине (1954—1961 годы) стоянки на окраине города Радомышль Житомирской области (1956—1965 годы) и др.
Одним из важных звеньев плодотворной научной деятельности Шовкопляса были его студии по истории археологии и библиографическая работа, результатом чего явилось издание фундаментальных библиографических справочников. Большое внимание уделял обучению молодых археологов.
С 1954 по 1956 годы преподавал курсы по археологии в Киевском педагогическом институте.
С 1971 по 1974 — профессор кафедры археологии и музееведения Киевского Государственного университета имени Тараса Григорьевича Шевченко. Несколько поколений студентов обучалось по его учебнику «Основы археологии». В течение последних двадцати пяти лет своей жизни работал в Национальной библиотеке Украины имени В. И. Вернадского. В 1970-х годах Шелкопляс обратился в научную библиографию. Вышли в свет научные исследования, посвященные Тарасу Шевченко. С обретением Украиной независимости Шовкопляс подготовил к печати библиографические указатели о жизни и деятельности гетманов Украины — Ивана Мазепы и Павла Скоропадского и принимал непосредственное участие в создании Музея гетманства в Киеве.
В 1995 года Указом Президента Украины присвоено почетное звание «Заслуженный деятель науки и техники Украины».
Скончался 13 июня 1997 года в Киеве.
Жена: Анна Михайловна Шовкопляс (1920—2001) — известный музеевед и археолог, заслуженный работник культуры Украины.

## Гражданская позиция и преследование
В 1950 году Иван Гаврилович отстоял право украинских учёных изучать древнейшее прошлое на собственных землях. В то время началось масштабное строительство Каховской ГЭС и сети каналов для переброски днепровской воды в Крым, и московские археологи во главе с профессором Борисом Граковым заявили претензии на руководство археологическими исследованиями в зоне новостройки. Мало кто из киевских археологов решился противоречить, даже директор института — академик П. П. Ефименко.
Шелкоплясу удалось изменить ситуацию настолько, что в 1970-е, 1980-е годы российские коллеги уже не решились претендовать на руководство украинскими экспедициями.
Однако гражданская позиция Ивана Гавриловича по защите археологического наследия Украины ему так просто не прошла. На Всесоюзном координационном совещании АН СССР и АН союзных республик Греков обвинил украинского учёного в национализме.
Очередное обострение отношений с российскими коллегами произошло в 1954 года, после раскопок «золотого» скифского кургана в Мелитополе. Директор Ленинградского Эрмитажа Михаил Артамонов обратился в Институт археологии АН УССР, чтобы «по существующей традиции» найденные в кургане шедевры греко-скифской торевтики, в частности, золотой горит, меч и другие, Украина передала в Эрмитаж. Иван Гаврилович на свой страх и риск попытался сломать старую грабительскую имперскую традицию вывоза самых ценных археологических находок из Украины в музеи Москвы и Санкт-Петербурга. Артамонов обратился к президенту АН Украины, обвинив Шовкопляса в «игнорировании давней традиции». Но академик Александр Палладин не только защитил молодого учёного, отстаивавшего интересы Украины, но и распорядился оставить исторические реликвии на украинской земле.
Так был положен конец посягательствам на украинское археологическое наследие. С тех пор скифское золото из Украины, в частности пектораль из Толстой Могилы, чаша из Гаймановы могилы и многие другие археологические раритеты из драгоценных металлов, которые до этого оседали в России, стали передавать на хранение в музей исторических драгоценностей в Киево-Печерской лавре.

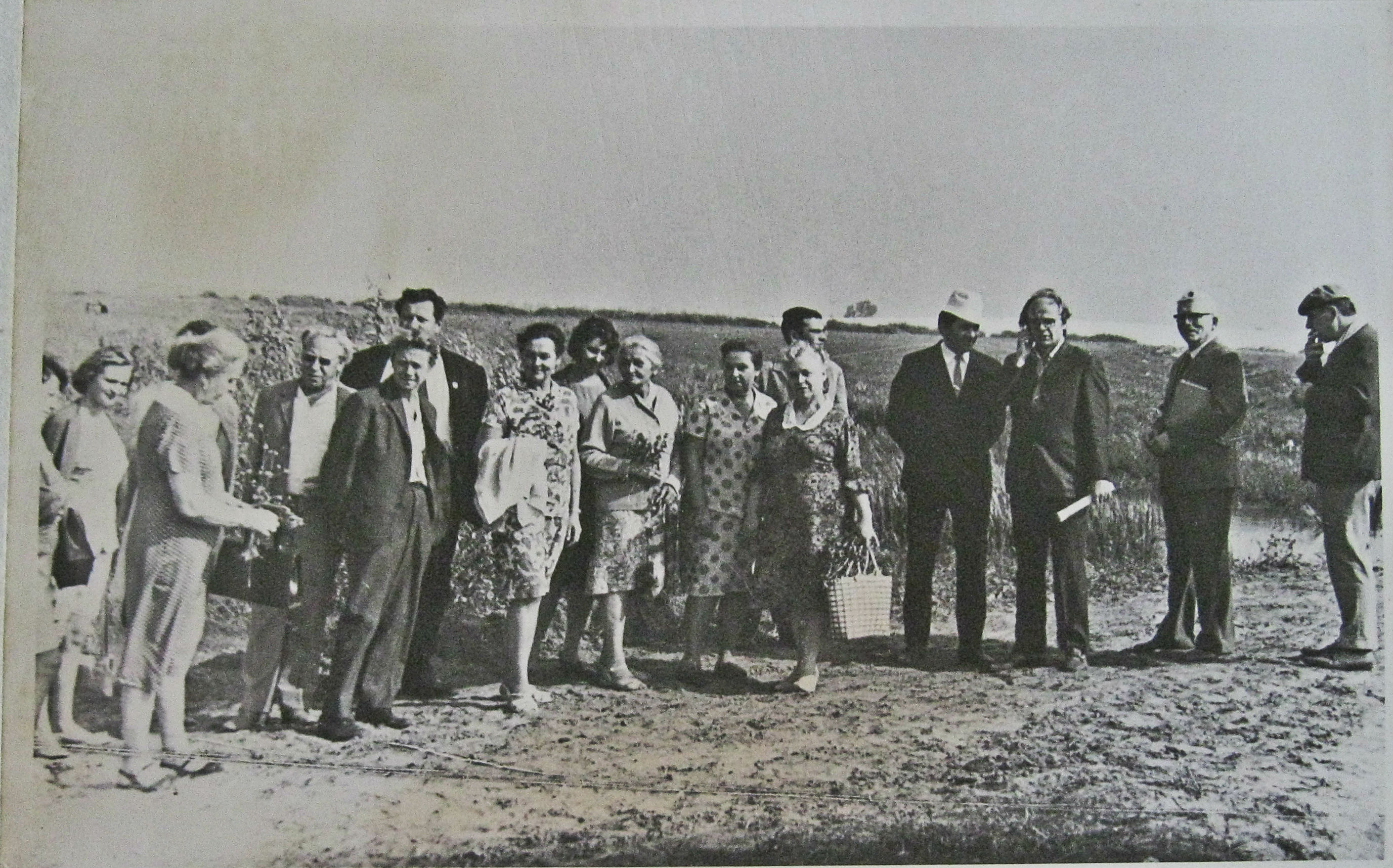
Экспедиция на Почайне

Загадочной страницей биографии Ивана Гавриловича остаются раскопки в верховьях реки Почайна перед гидронамывом Минского района Киева, в дальнейшем переименованном в Оболонский. Вместе с женой — ученым-археологом Анной Михайловной, с помощью школьников, студентов в течение 10 лет было раскопано и изучено самое большое из известных поселений зарубинецкой археологической культуре (со II в. до н. э.), на территории которого, жизнь продолжалась и при поздней зарубинецкой культуры (III в. н. э.) и пражской культуре (VI—VII вв. н. э.). Уникальность этого поселения, в котором 66 жилищ были построены вдоль трёх вытянутых овалов, признавалась и признается многими археологами. Иван Гаврилович намеревался сохранить и музеефицировать находку, имеющую поистине мировое значение, поскольку свидетельствует о постоянном заселении берегов Почайны ещё до основания Киева. С этой целью он обратился к известному защитнику памятников культуры Олесю Силину, а тот собрал в сентябре 1972 года экспедицию общественных деятелей культуры, искусства, науки. Одним из них был известный украинский поэт Иван Драч, написавший по этому поводу стихотворение. Однако результаты экспедиции оказались прямо противоположными ожидаемым. После её окончания древнее поселение на Оболони было законсервировано, а Ивану Гавриловичу запрещено работать по специальности.
В 1973 году за монографию «Развитие советской археологии на Украине (1917—1966): Библиография» (1969), в которой, среди прочих, были приведены произведения «нежелательных» в те времена учёных, как Фёдор Волков, В. Антонович, М. Грушевский и ряд других, ему были предъявлены идеологические обвинения и последовал его перевод на работу в Центральную научную библиотеку (ныне Национальная библиотека Украины им. В. И. Вернадского), где он проработал до последнего дня своей жизни.

## Труды
Автор более 450 печатных работ — исследовательских, памятниковедческих, научно-популярных, энциклопедических, методических; в том числе около 20 монографий; библиографии отдельных выдающихся деятелей: Б. Гринченко, И. Пидопличко, М. Рудинского и др., более 100 работ по достопримечательности.
Среди них:
- Археологические исследования в Украине (1917—1957). — К .: Изд-во АН УССР , 1957. — 424 с.;
- Мезинская стоянка. К истории. Среднеднепровского бассейна в позднепалеолитическую эру. — К. , 1965. — 328 с.: ил.;
- Основы археологии: Учебное пособие для студентов исторических факультетов и пед. институтов. — К. , 1964. — 271 с.: ил., 1972. — 221 с.: ил.;
- Развитие советской археологии в Украине 1917—1966. Библиография. — К. , 1969. — 343 с.;
- Археология Украинской ССР: Библиогр . указ 1918—1980. — К. , 1989. — 558 с. — Соавт. Н. Г. Дмитренко.;
- Археология Украины: Библиогр. указ.1981-1990. — К. , 1999.
- История украинского искусства (издание)